# 伝熱工学
伝熱工学（でんねつこうがく）とは伝熱現象を工学的に扱う学問、あるいは工学的な立場から実際の装置・機器への応用を念頭に置いて伝熱現象を扱う学問である。同様に熱を扱う学問として熱力学があるが、（狭義の）熱力学は平衡状態にある系を対象とし状態の変化前後に必要なエネルギー量のみを求めることができるのに対し、伝熱学はその変化の速度、すなわち熱流量（単位時間当たりの熱エネルギー伝達量）を問題とする。工業上のほとんどあらゆるプロセスは伝熱現象を含むといっても過言ではなく、そのため工学一般において伝熱工学は重要な基礎の一つである。

## 伝熱工学の技術的応用例
加熱、冷却、温度制御、エネルギーの生産・消費などを扱う多くの工業分野において伝熱工学は不可欠である。応用例を挙げる。
- 機械工学
  - 熱機関、エンジン
  - 冷凍機、ヒートポンプ
- エネルギー工学
  - パワープラント
- 化学工学
  - 化学反応の制御を必要とする諸装置
  - 食品工業
- 材料工学
  - 素材開発
  - 機械加工
  - 鋳造、製鋼
- 電気、電子工学
  - モータ
  - トランス
  - コンピュータ
- 航空宇宙工学
  - 高速飛行
  - 宇宙飛行